# Breslaus voetbalkampioenschap 1903
In 1903 werd het eerste Breslaus voetbalkampioenschap gespeeld, dat georganiseerd werd door de Breslause voetbalbond. FC 1898 werd kampioen. Er was dit jaar nog geel deelname aan de allereerste eindronde om de Duitse landstitel voorzien.

## 1. Klasse
| Plaats | Club                 | Wed. | W | G | V | Saldo | Ptn |
| ------ | -------------------- | ---- | - | - | - | ----- | --- |
| 1.     | FC 1898 Breslau      | 4    | 4 | 0 | 0 | 13:3  | 8:0 |
| 2.     | SV Blitz Breslau     | 4    | 1 | 1 | 2 | 11:9  | 3:5 |
| 3.     | SC Schlesien Breslau | 4    | 0 | 1 | 3 | 2:14  | 1:7 |

|  | Kampioen |

## 2. Klasse
| Plaats | Club                    | Wed. | W | G | V | Saldo | Ptn   |
| ------ | ----------------------- | ---- | - | - | - | ----- | ----- |
| 1.     | FC 1898 Breslau II      | 6    | 6 | 0 | 0 | 24:02 | 12:00 |
| 2.     | SV Blitz Breslau II     | 6    | 3 | 0 | 3 | 19:10 | 06:06 |
| 3.     | SC Preußen Breslau      | 6    | 1 | 1 | 4 | 08:19 | 03:09 |
| 4.     | SC Schlesien Breslau II | 6    | 1 | 1 | 4 | 08:19 | 03:09 |